# Einar Maasik
Einar Maasik (* 30. Dezember 1929 in Narva, Estland; † 11. September 2009 in Tsirgumäe, Landgemeinde Taheva, Estland) war ein estnischer Schriftsteller und Kulturjournalist.

## Leben und Werk
Einar Maasik schloss die Mittelschule in Rakvere ab. Bereits früh betätigte er sich als Journalist. Von 1951 bis 1956 studierte er Logik und Psychologie an der Staatlichen Universität Tartu. Anschließend war er bei verschiedenen Zeitungen und im staatlichen Buchverlag Eesti Raamat beschäftigt. 1970 machte er einen Abschluss an der Höheren Parteischule der KPdSU im Leningrad.
Maasik tat sich vor allem als Kulturjournalist hervor. Er war in der Redaktion der estnischen Literaturzeitschrift Looming beschäftigt. Daneben schrieb er zahlreiche Prosa-Werke. Ab 1973 war er als freischaffender Autor tätig.
Maasik lebte lange Zeit in dem Dorf Rannaküla am See Võrtsjärv. In seinem schriftstellerischen Werk verarbeitete er zahlreiche prägnante Charaktere des Dorflebens. Seine humoristische Ader und der Gebrauch volkstümlicher Sprache machten ihn zu einem beliebten Schriftsteller. 1985 erhielt Maasik den renommierten Friedebert-Tuglas-Preis für die Erzählung Et rääkisin puudega.

## Werke (Auswahl)

### Kurzprosa-Sammlungen
- Koduküla teel (1959)
- Teekaaslane (1960)
- Seitsme küla teedel (1963)
- Koorukeste suvi. Takjanupp ja viis kirjalehte (1966)
- Oi elu, elukest... (1968)
- Legendi lõpp (1970)
- Õhtud Rihmakülas (1974)
- Üksinda detsembris (1977)
- Maa hingab (1982)
- Tere, Maria (1984)
- Kolmteist ja veel üks (1979)
- Ning majades, linnas, tänavatel... (1987)
- Ole mulle sõbraks (Roman und zwei Erzählungen, 1990)
- Kunnese elu (postum, 2009)

### Romane
- Tuisu Taavi seitse päeva (1966; 1970 unter dem Titel Tuulevaikus verfilmt)
- August Anikatsi katsumine (1969)
- Hispaania tants. Jaanistite kroonika I (1977)
- Sünnipäevapidu. Jaanistite kroonika II (1981)

## Deutsche Übersetzungen
Auf Deutsch sind von Einar Maasik lediglich in der Zeitschrift Sowjetliteratur einige Proben erschienen:
- Und alles wieder wie das erste Mal, in: Sowjetliteratur 10/1968, S. 164.
- Windstille – Sommer in Koorukeste. Übersetzt von Harry Schnittke, in: Sowjetliteratur 7/1974, S. 105–130.